# Ерёменко, Леонид Филиппович
Леонид Филиппович Ерёменко (18 декабря 1924, Кувандык, Оренбургская губерния — 4 февраля 2016, Оренбург) — советский организатор высшей школы, ректор Оренбургского государственного медицинского института (1973—1977). Участник Великой Отечественной войны.

## Биография
После 8-го класса работал на военном заводе.
В 1941 г. жил в Оренбурге. С началом войны, в 1941—1942 гг. — слесарь-наладчик станков на заводе № 545 в Оренбурге. В 1942—1943 гг. — курсант ленинградского военного училища связи (дислоцированного в г. Уральске Казахской ССР).
Участвовал в боевых действиях на фронтах Великой Отечественной войны (Волховский, Ленинградский, Прибалтийский, 1-й Украинский фронты). Освобождал Польшу, Чехословакию, Германию. Закончил войну командиром радиовзвода в звании лейтенанта. Был награждён орденами Отечественной войны I и II степеней, Красной Звезды, медалями «За взятие Берлина», «За победу над Германией».
После демобилизации учился в школе рабочей молодёжи № 4 г. Чкалова. В 1947 г. поступил на лечебный факультет Чкаловского медицинского института. С 1952 года работал в Оренбургском государственном медицинском институте. С 1973 по 1977 годы — ректор данного высшего учебного заведения.
Автор свыше 100 научных и учебно-методических работ. Является автором сборника «Избранные стихотворения», «Очерков о военной юности», живописных полотен («Автопортрет» и др.), участник выставок в Оренбурге, Москве.
Его картины с 2010 г. представлены в музее Оренбургского медицинского университета.
Похоронен в Оренбурге.

## Награды
- Орден Октябрьской Революции[1].
- Знак «Отличник здравоохранения»[1].